# Hedyotis cyanescens
Hedyotis cyanescens är en måreväxtart som beskrevs av George Henry Kendrick Thwaites. Hedyotis cyanescens ingår i släktet Hedyotis och familjen måreväxter.
Artens utbredningsområde är Sri Lanka. Inga underarter finns listade i Catalogue of Life.